# Президентские выборы на Украине (2010)
Президентские выборы 2010 года на Украине — пятые (очередные) выборы президента Украины; проводились в два тура: 17 января и 7 февраля 2010 года. Победу одержал лидер «Партии регионов» Виктор Янукович.
Первый тур выборов, в соответствии с постановлением Верховной рады, прошёл 17 января 2010 года. Лидером голосования стал Виктор Янукович, но, поскольку ему не удалось набрать более 50 % голосов, был назначен второй тур.
Второй тур выборов состоялся 7 февраля 2010 года. В нём участвовали Виктор Янукович и Юлия Тимошенко. По результатам обработки 100 % бюллетеней большинство голосов (48,95 %) набрал Янукович, тогда как Тимошенко получила 45,47 % голосов.
14 февраля 2010 года Центральная избирательная комиссия Украины официально объявила победу Виктора Януковича на президентских выборах. Инаугурация избранного президента Украины Виктора Януковича состоялась 25 февраля 2010 года.

## Законодательные положения
Порядок выборов Президента Украины определяется соответствующими статьями действующей Конституции Украины и Законом Украины «О выборах Президента Украины».

Статья 103. Президент Украины избирается гражданами Украины на основе всеобщего, равного и прямого избирательного права путем тайного голосования сроком на пять лет.
Президентом Украины может быть избран гражданин Украины, достигший тридцати пяти лет, имеющий право голоса, проживающий в Украине в течение десяти последних перед днем выборов лет и владеющий государственным языком.
[…]
Очередные выборы Президента Украины проводятся в последнее воскресенье марта пятого года полномочий Президента Украины. В случае досрочного прекращения полномочий Президента Украины выборы Президента Украины проводятся в период девяноста дней со дня прекращения полномочий.
Порядок проведения выборов Президента Украины устанавливается законом.
Статья 104. Новоизбранный Президент Украины вступает на пост не позднее чем через тридцать дней после официального объявления результатов выборов, с момента принесения присяги народу на торжественном заседании Верховной Рады Украины.
Оригинальный текст (укр.)Стаття 103. Президент України обирається громадянами України на основі загального, рівного і прямого виборчого права шляхом таємного голосування строком на п'ять років.

Президентом України може бути обраний громадянин України, який досяг тридцяти п'яти років, має право голосу, проживає в Україні протягом десяти останніх перед днем виборів років та володіє державною мовою.
[...]
Чергові вибори Президента України проводяться в останню неділю останнього місяця п'ятого року повноважень Президента України. У разі дострокового припинення повноважень Президента України вибори Президента України проводяться в період дев'яноста днів з дня припинення повноважень.
Порядок проведення виборів Президента України встановлюється законом.
Стаття 104. Новообраний Президент України вступає на пост не пізніше ніж через тридцять днів після офіційного оголошення результатів виборів, з моменту складення присяги народові на урочистому засіданні Верховної Ради України.

23 июня 2009 года Верховная рада Украины назначила выборы на 17 января 2010 года.
До этого в связи с разным толкованием Конституции Украины о дате проведения очередных президентских выборов и полемикой относительно даты вступления президента Украины в должность существовало несколько возможных дат проведения очередных президентских выборов на Украине. Наиболее обсуждаемыми датами были 25 октября, 17 декабря 2009 года, 9 января, 16 января, и 23 января 2010 года. После отмены Конституционным судом Украины принятой 1 апреля 2009 года Верховной радой даты 25 октября 2009 года наиболее вероятной датой проведения очередных президентских выборов, поддерживаемой действующим президентом, спикером парламента и другими влиятельными политиками, считался день 9 января 2010 года.
Предвыборная кампания началась за 3 месяца до выборов, 17 октября 2009 года, но неофициально она стартовала задолго до официально установленной даты. Согласно новому закону о выборах президента, срок кампании был сокращён со 120 дней до 90.

## Кандидаты, прошедшие регистрацию
Кандидаты, которых зарегистрировала Центральная избирательная комиссия Украины:
1. Богословская, Инна Германовна, самовыдвиженка; лидер партии «Вече»;
2. Бродский, Михаил Юрьевич, самовыдвиженец; член «Партии свободных демократов»;
3. Гриценко, Анатолий Степанович, самовыдвиженец; член фракции НУНС;
4. Костенко, Юрий Иванович, лидер Украинской народной партии;
5. Литвин, Владимир Михайлович, лидер Народной партии;
6. Мороз, Александр Александрович, лидер Социалистической партии;
7. Пабат, Александр Викторович, самовыдвиженец; президент союза гражданских объединений «Гражданский актив Киева»;
8. Протывсих, Василий Васильевич, самовыдвиженец;
9. Ратушняк, Сергей Николаевич, самовыдвиженец; городской голова Ужгорода[12];
10. Рябоконь, Олег Васильевич, савовыдвиженец; юрист, ранее был генеральным директором юридической фирмы Magisters[13];
11. Симоненко, Пётр Николаевич, лидер Коммунистической партии Украины;
12. Супрун, Людмила Павловна, лидер Народно-демократической партии;
13. Тигипко, Сергей Леонидович, самовыдвиженец; лидер партии «Трудовая Украина»;
14. Тимошенко, Юлия Владимировна, премьер-министр Украины, глава Всеукраинского объединения «Батькивщина»;
15. Тягнибок, Олег Ярославович, лидер политического объединения «Свобода»
16. Ющенко, Виктор Андреевич, самовыдвиженец; действующий президент Украины, лидер партии «Наша Украина»;
17. Янукович, Виктор Фёдорович, лидер «Партии регионов»;
18. Яценюк, Арсений Петрович, самовыдвиженец; лидер партии «Фронт перемен».

Регистрация кандидатов закончилась 12 ноября 2009 года. Официальный список кандидатов был опубликован 18 ноября.

## Кандидаты, не прошедшие регистрацию
Более чем 40 лицам по разным причинам было отказано в регистрации кандидатуры. Одна из таких персон — Наталья Витренко. ЦИК было установлено, что документы по её кандидатуре представлены с нарушением требований «Закона о выборах Президента Украины» и ненадлежащим образом оформлены. Когда Центральная избирательная комиссия отказала Витренко в регистрации её кандидатуры, Наталья Витренко заявила, что единственной причиной отказа был ненадлежащий залог в размере 1964 грн вместо 2,5 млн грн.

## Опросы общественного мнения

Опрос Центра им. Разумкова. Результаты по регионам, октябрь 2009

Карта активности избирателей по регионам

Согласно результатам опросов социологических служб Украины, в рейтинге симпатий потенциальных кандидатов в президенты лидировал глава «Партии регионов» Виктор Янукович. На втором месте находилась действующий премьер-министр Украины Юлия Тимошенко, на третьем месте — бывший спикер Верховной рады Арсений Яценюк. Первых двух кандидатов обозреватели считали наиболее вероятными претендентами на пост президента Украины.
Так, по данным опроса общественного мнения, проведённого Центром социальных и маркетинговых исследований «СОЦИС» с 20 сентября по 1 октября за Януковича были готовы проголосовать 28,7 % опрошенных, Тимошенко — 19 %, Яценюка — 8,2 %, Симоненко — 3,6 %, Литвина — 2,9 %, Ющенко — 2,8 %, Тигипко — 2,6 %.
Опрос, проведённый ООО «ФОМ — Украина» в период с 26 сентября по 4 октября, показал, что за Януковича готовы проголосовать 26,8 % респондентов, за Тимошенко — 15,6 %. Лидера «Фронта перемен» Яценюка поддерживали 9,3 % украинцев. Также опрос «ФОМ — Украина» показал, что президентский рейтинг Арсения Яценюка и Юлии Тимошенко несколько снизился в сравнении с маем 2009 года. У лидера «Фронта перемен» он снизился на 3,5 %, а у премьера на 0,6 %. В то же время рейтинг Виктора Януковича за тот же период несколько возрос — с 26,6 % до 26,8 % электоральной поддержки.
Если бы во второй тур президентских выборов вышли Виктор Янукович и Юлия Тимошенко, то за лидера «Партии регионов» отдали бы свои голоса 33,3 %, а за действующего премьер-министра — 28,7 % опрошенных. В случае выхода во второй тур выборов Виктора Януковича и Виктора Ющенко голоса бы распределились следующим образом: 42,8 % и 17,6 % соответственно. В ситуации выхода во второй тур выборов Юлии Тимошенко и Виктора Ющенко симпатии избирателей разделились бы: 22,2 % и 21,7 % респондентов соответственно.
Согласно опросу R&B Group, проведённому 2—12 октября 2009 года, за лидера «Партии регионов» были готовы проголосовать 30,2 % опрошенных, 18,5 % — за лидера БЮТ. При этом 8,9 % поддержали бы лидера «Фронта перемен» Арсения Яценюка, 4,1 % — лидера «Блока левых сил» П. Симоненко, 3,1 % — действующего президента Виктора Ющенко, 2,7 % — С. Тигипко, 2,4 % — председателя Верховной рады, лидера «Народной партии» В. Литвина. Вместе с тем, 45,7 % респондентов сказали, что в случае проведения второго тура президентских выборов и участия в нём Тимошенко и Януковича готовы были бы голосовать за Виктора Януковича, а 31,9 % опрошенных заявили, что готовы были во втором туре поддержать Юлию Тимошенко.
Согласно опросу от компании TNS, проведённому с 7 по 14 декабря 2009 года, за В. Януковича готовы были отдать голоса 26,3 % избирателей, за Ю. Тимошенко 18,6 % и за С. Тигипко — 5,6 %. Далее следуют В. Ющенко с 4,2 % рейтинга, А. Яценюк с 4,1 %, В. Литвин с 3,1 % и П. Симоненко с 2,3 %. Если бы состоялся второй тур президентской гонки, то в него бы вышли Янукович и Тимошенко, которых готовы были поддержать 34,5 % и 29,9 % респондентов соответственно.
Согласно опросу «Центра информационных и маркетинговых исследований», проведённому 21-25 декабря 2009 года, за В. Януковича были готовы отдать голоса 27,4 % избирателей, за Ю. Тимошенко — 23,5 %, против всех проголосовали бы 12,5 %. Виктор Ющенко набрал бы 5,8 %, Сергей Тигипко — 5,1 %, Пётр Симоненко — 4,1 %, Арсений Яценюк — 3,9 %, Владимир Литвин — 3 %.

## Первый тур

### Экзит-поллы

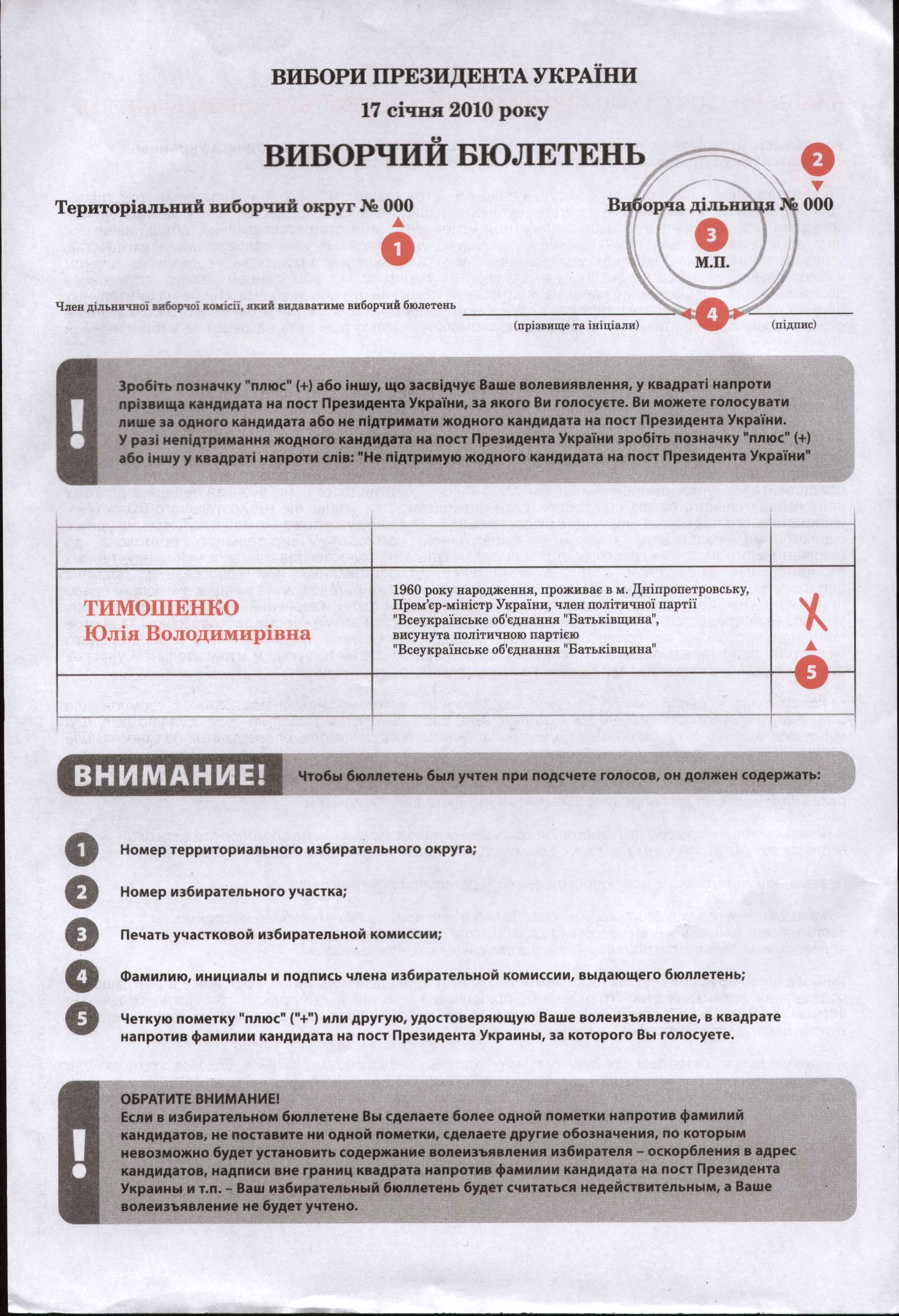
Бланк 1 тура

По данным экзит-поллов, во второй тур выборов вышли Виктор Янукович и Юлия Тимошенко.
Экзит-полл телеканала «Интер» (исследовательские компании «SOCIS», «Юкрейниан социолоджи сервис» и «ФОМ-Украина» — заявленная погрешность для кандидатов первой пятёрки не более 0,7 %): Янукович — 35,6 %, Тимошенко — 25,8 %, Сергей Тигипко — 13,5 %, Арсений Яценюк — 6,6 %, Виктор Ющенко — 5,4 %, Пётр Симоненко — 3,2 %, Владимир Литвин — 2 %, Олег Тягнибок — 1,6 %, Анатолий Гриценко — 1,3 %, Александр Мороз — 0,3 %, Инна Богословская — 0,3 %, Людмила Супрун — 0,1 %, Александр Пабат — 0,2 %, Юрий Костенко — 0,2 %, Василий Протывсих — 0,1 %, Сергей Ратушняк — 0,1 %, Олег Рябоконь — 0 %, Михаил Бродский — 0 %.
Экзит-полл телеканала «ICTV» (исследовательская компания «GFK NOP»): Виктор Янукович набрал 34,50 %, Юлия Тимошенко — 25,63 %, Сергей Тигипко — 13,79 %, Арсений Яценюк — 7,01 %, Виктор Ющенко — 5,65 %, Пётр Симоненко — 3,55 %, Владимир Литвин — 2,29 %, Олег Тягнибок — 2,12 %, Анатолий Гриценко — 1,31 %, остальные кандидаты набрали меньше 1 % голосов. В частности, депутат Инна Богословская набрала 0,39 % голосов, лидер Соцпартии Александр Мороз — 0,36 %, председатель «Украинской народной партии» Юрий Костенко — 0,24 %, лидер «Народно-демократической партии» Людмила Супрун — 0,25 %. Василий Протывсих набрал 0,16 % голосов, депутат Киевсовета Александр Пабат — 0,15 %, Михаил Бродский — 0,06 %, городской голова Ужгорода Сергей Ратушняк — 0,07 %, юрист Олег Рябоконь — 0,03 % голосов избирателей. 2,97 % украинцев не поддержали ни одного из кандидатов.
Экзит-полл газеты «Аргументы и факты» (Институт социсследований им. Яременко совместно с Центром «Социальный мониторинг»): Виктор Янукович — 32,5 %, Юлия Тимошенко — 26,8 %, Сергей Тигипко — 12,6 %, Арсений Яценюк — 8,9 %, Виктор Ющенко — 4,9 %, Пётр Симоненко — 3,1 %, Владимир Литвин — 2,1 %, Анатолий Гриценко — 1,7 %, Олег Тягнибок — 1,5 %, другие кандидаты — 1,9 %, не поддержали ни одного из кандидатов избирателей 3,5 % избирателей.
«Национальный экзит-полл» (фонд «Демократические инициативы», Киевский международный институт социологии (КМИС) и Центр им. Разумкова): Виктор Янукович набрал 31,1 % голосов, в то время как главный конкурент лидера «Партии регионов», глава Кабмина Юлия Тимошенко получила 27,5 % голосов. Третье место занял Сергей Тигипко с 13,1 % голосов граждан. Арсений Яценюк набрал 7,8 %, а Виктор Ющенко — 6,3 %. Как сообщается, 2,5 % проголосовали за Петра Симоненко, 2,4 % — за Владимира Литвина, 2,3 % — за Олега Тягнибока, 1,6 % — за Анатолия Гриценко. В то же время, согласно данным экзит-полла Александра Мороза поддержали 0,7 % граждан, Инну Богословскую — 0,3 %, Сергея Ратушняка — 0,2 %, Юрия Костенко — 0,2 %, Александр Пабат — 0,1 %, Василия Протывсих — 0,1 %, Олега Рябоконя — 0,1 %, Людмилу Супрун — 0,2 %, Михаила Бродского — около 0 %. Не поддержали ни одного из кандидатов 2,8 %.
Организаторы «национального экзит-пола» подчёркивали, что он проводился по более правильной методологии, отличающейся от других экзит-полов. После опубликования данных шести экзит-полов Юлия Тимошенко обвинила социологов, проводивших все экзит-полы, кроме «национального», в продажности.

### Результаты первого тура[1]

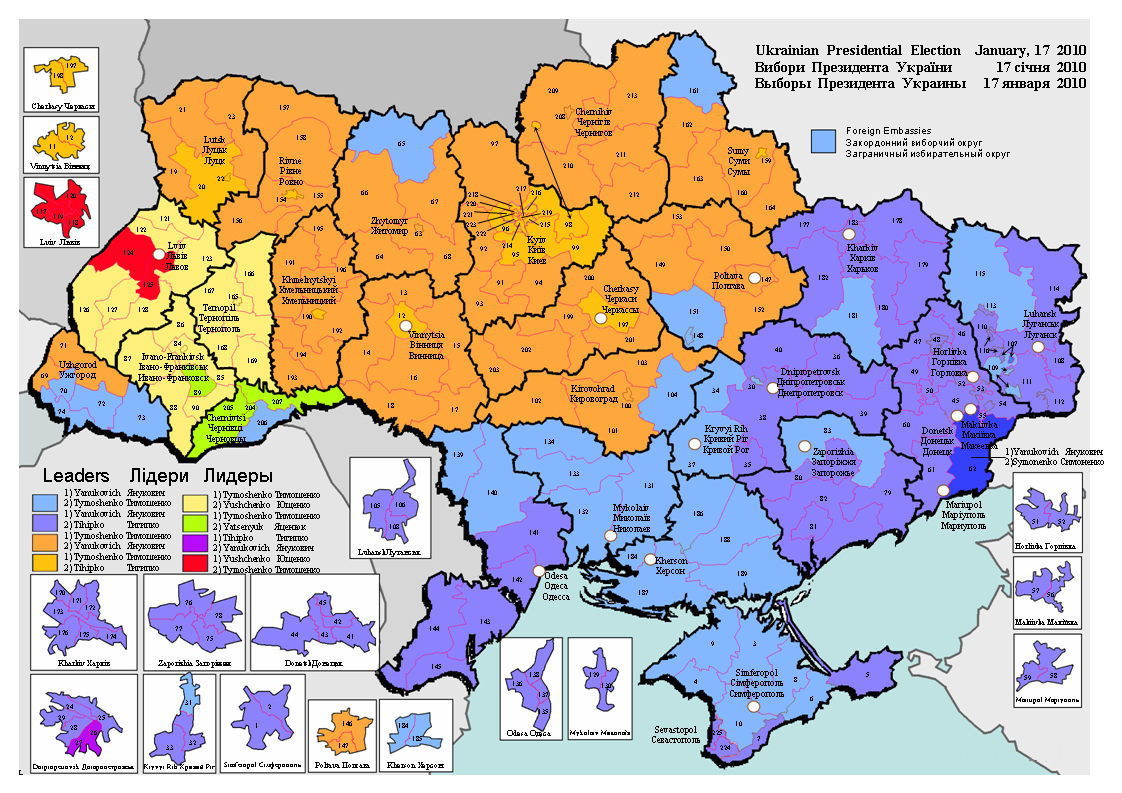
Победители (первое и второе место) по округам

В первом туре выборов приняли участие 24 588 268 избирателей (явка составила 66,76 %).

Карта распределения голосов между лидерами после подсчёта протоколов

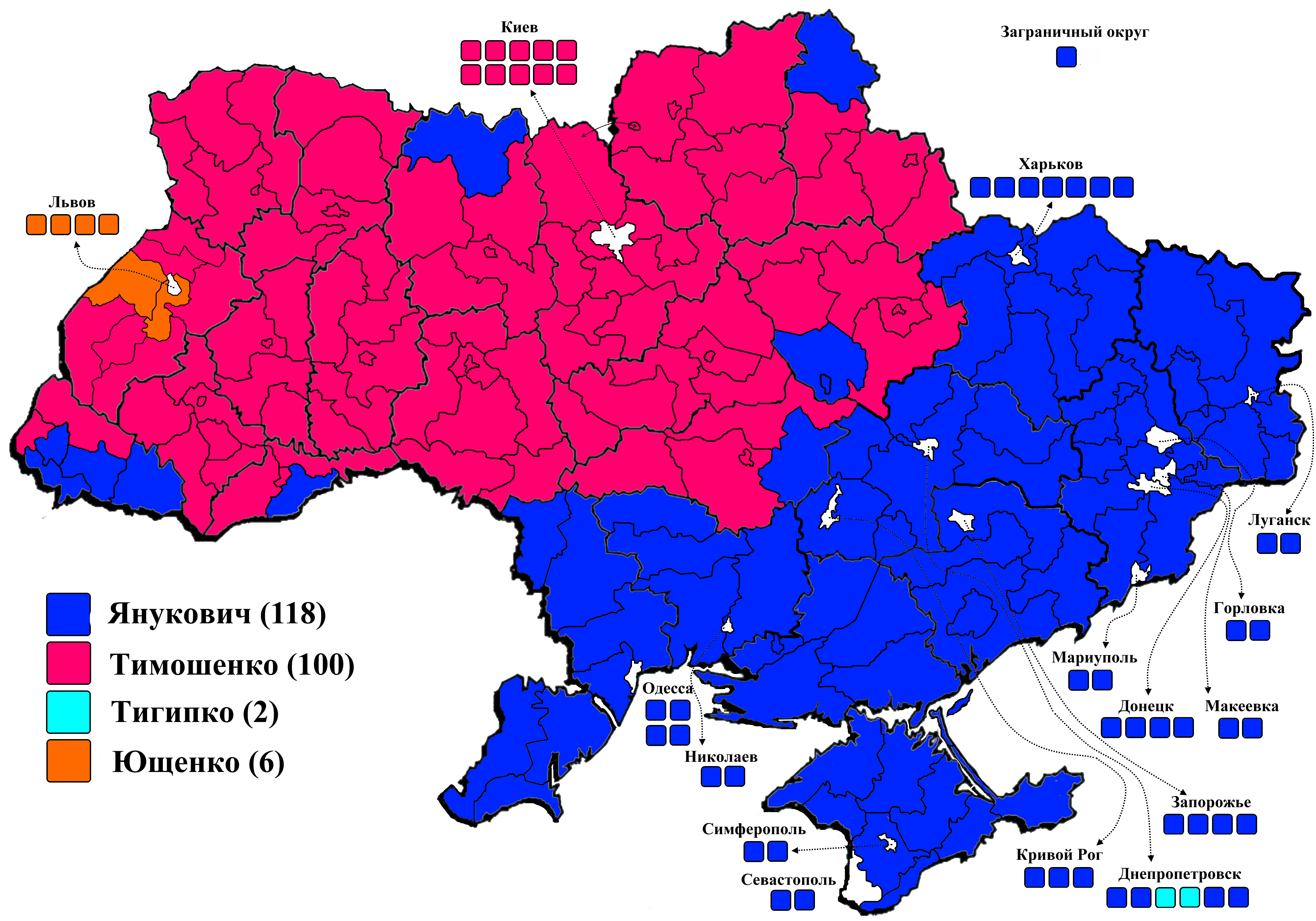
Победители по округам

Виктор Янукович лидировал на Юго-Востоке Украины (наилучший результат по Донецкой области — 76,04 %), а также в Закарпатье, Юлия Тимошенко — в регионах Западной и Центральной Украины (наилучший результат по Винницкой области — 54,78 %). Активность избирателей составила 57,76 %: от 49,74 % в Закарпатской области до 79,09 % в Донецкой области. Серьёзное поражение потерпел действующий президент Виктор Ющенко: его результат оказался рекордно низким среди действующих глав государств за всю историю демократических выборов.
Поскольку ни один из кандидатов не получил 50 % + 1 голос, необходимые для победы в первом туре, на 7 февраля был назначен второй тур голосования. В него вышли Виктор Янукович и Юлия Тимошенко.
| Место | Кандидат             | Выдвижение                        | Голосов    | %     |
| ----- | -------------------- | --------------------------------- | ---------- | ----- |
| 1     | Виктор Янукович      | Партия регионов                   | 8 686 642  | 35,32 |
| 2     | Юлия Тимошенко       | Батькивщина                       | 6 159 810  | 25,05 |
| 3     | Сергей Тигипко       | Самовыдвижение                    | 3 211 198  | 13,05 |
| 4     | Арсений Яценюк       | Самовыдвижение                    | 1 711 737  | 6,96  |
| 5     | Виктор Ющенко        | Самовыдвижение                    | 1 341 534  | 5,45  |
| 6     | Пётр Симоненко       | Блок левых и левоцентристских сил | 872 877    | 3,54  |
| 7     | Владимир Литвин      | Народная партия                   | 578 883    | 2,35  |
| 8     | Олег Тягнибок        | Свобода                           | 352 282    | 1,43  |
| 9     | Анатолий Гриценко    | Самовыдвижение                    | 296 412    | 1,2   |
| 10    | Инна Богословская    | Самовыдвижение                    | 102 435    | 0,41  |
| 11    | Александр Мороз      | Социалистическая партия Украины   | 95 169     | 0,38  |
| 12    | Юрий Костенко        | Украинская народная партия        | 54 376     | 0,22  |
| 13    | Людмила Супрун       | Народно-демократическая партия    | 47 349     | 0,19  |
| 14    | Василий Протывсих    | Самовыдвижение                    | 40 352     | 0,16  |
| 15    | Александр Пабат      | Самовыдвижение                    | 35 474     | 0,14  |
| 16    | Сергей Ратушняк      | Самовыдвижение                    | 29 795     | 0,12  |
| 17    | Михаил Бродский      | Самовыдвижение                    | 14 991     | 0,06  |
| 18    | Олег Рябоконь        | Самовыдвижение                    | 8334       | 0,03  |
|       | против всех          |                                   |            | 2,2   |
|       | недейств. бюллетеней |                                   |            | 1,65  |
|       | Всего                |                                   | 24 588 268 | 100   |

### Карты поддержки кандидатов избирателями по округам
| Виктор Янукович (первый тур) (35,32 %) | Юлия Тимошенко (первый тур) (25,05 %) | Сергей Тигипко (первый тур) (13,06 %) |
| Арсений Яценюк (первый тур) (6,96 %)   | Виктор Ющенко (первый тур) (5,55 %)   | Пётр Симоненко (первый тур) (3,88 %)  |

### Карты распределения голосов избирателей по кандидатам и в целом
| Виктор Янукович (первый тур) — в процентах от общего количества голосов (35.35 %) | Юлия Тимошенко (первый тур) — в процентах от общего количества голосов (25.05 %) | Сергей Тигипко (первый тур) — в процентах от общего количества голосов (13.06 %) |
| Арсений Яценюк (первый тур) — в процентах от общего количества голосов (6.69 %)   | Виктор Ющенко (первый тур) — в процентах от общего количества голосов (5.56 %)   | Проголосовало всего — в процентах от общего количества голосов (100 %)           |

### Голосование в местах лишения свободы
Государственный департамент Украины по вопросам исполнения наказаний сообщил, что на голосовании в местах лишения свободы в первом туре с большим отрывом победила Юлия Тимошенко, за которую отдали голоса чуть более 60 % заключённых. Около 15 % заключённых поддержало Виктора Януковича, примерно 3 % — Сергея Тигипко, а более 10 % проголосовали против всех кандидатов в президенты.

### Оценка наблюдателями первого тура
Как заявил президент Парламентской ассамблеи ОБСЕ, специальный координатор миссии краткосрочных наблюдателей ОБСЕ Жуан Суареш: «Эти выборы были очень хорошими. Это были высококачественные выборы». По его словам, избирательный процесс явился «шагом вперед по сравнению с предыдущими выборами». Суареш отметил, что избирательная кампания прошла спокойно и организованно, а опасения по поводу массовых фальсификаций не оправдались. Вместе с тем, в заявлении ОБСЕ сказано, что в законодательство в области избирательных процедур необходимо внести определённые поправки. Также представители организации обратили внимание на «необоснованные» обвинения некоторых политиков в масштабных фальсификациях, которые потрясли общественное доверие.
Наблюдатели от СНГ признали выборы на Украине демократичными, польские наблюдатели констатировали, что выборы соответствовали европейским стандартам. Аналогичное мнение высказали эксперты Европарламента.

#### Грузинские наблюдатели
Грузия прислала на первый тур выборов президента Украины более двух тысяч своих граждан в качестве международных наблюдателей. Посольство Грузии на Украине попросило украинский МИД предоставить рейсам прибытия грузинских наблюдателей дипломатического разрешения на использование воздушного пространства Украины.
11 января 2010 года ЦИК Украины отказала в регистрации 2011 официальным международным наблюдателям от Грузии (в проект постановления ЦИК, подготовленного по инициативе представителя Блока Юлии Тимошенко, было включено 2042 грузинских гражданина). Данное решение было опротестовано Тимошенко в Киевском апелляционном административном суде, который обязал 13 января ЦИК Украины зарегистрировать данных граждан Грузии в качестве наблюдателей на выборах.
По словам представителя от «Партии регионов» Елены Лукаш, после обработки документов грузинских наблюдателей обнаружено 119 человек, анкеты которых дублировались; среди всех кандидатур не было ни одного, кто бы имел опыт наблюдения за выборами; 1466 человек — безработные; многие поставили прочерк в графе «профессия» анкеты международного наблюдателя. Среди грузинских наблюдателей — большое количество работников силовых структур Грузии. Около ста человек — сотрудники специальных подразделений МВД, полиции и вооружённых сил Грузии. Заместитель секретаря Совета национальной безопасности и обороны Украины Дмитрий Выдрин назвал данных грузинских граждан «лженаблюдателями»: «Целенаправленно стала уничтожаться репутация международных наблюдателей. Это понятно, исходя из той ситуации, когда на три тысячи официальных наблюдателей появляется почти столько же лженаблюдателей от Грузии. Это была попытка уничтожить авторитет и репутацию международных наблюдателей как таковых».
19 января 2010 года в Верховной раде по этому поводу прошла пресс-конференция депутата Владимира Сивковича, представившего запись и распечатку разговора между, по его утверждению, президентом Грузии Михаилом Саакашвили и Юлией Тимошенко. Затем народный депутат Вадим Колесниченко на заседании парламента обнародовал запись телефонного разговора между Тимошенко Саакашвили о совместных действиях по использованию грузинских граждан в период проведения украинских выборов.

## Второй тур

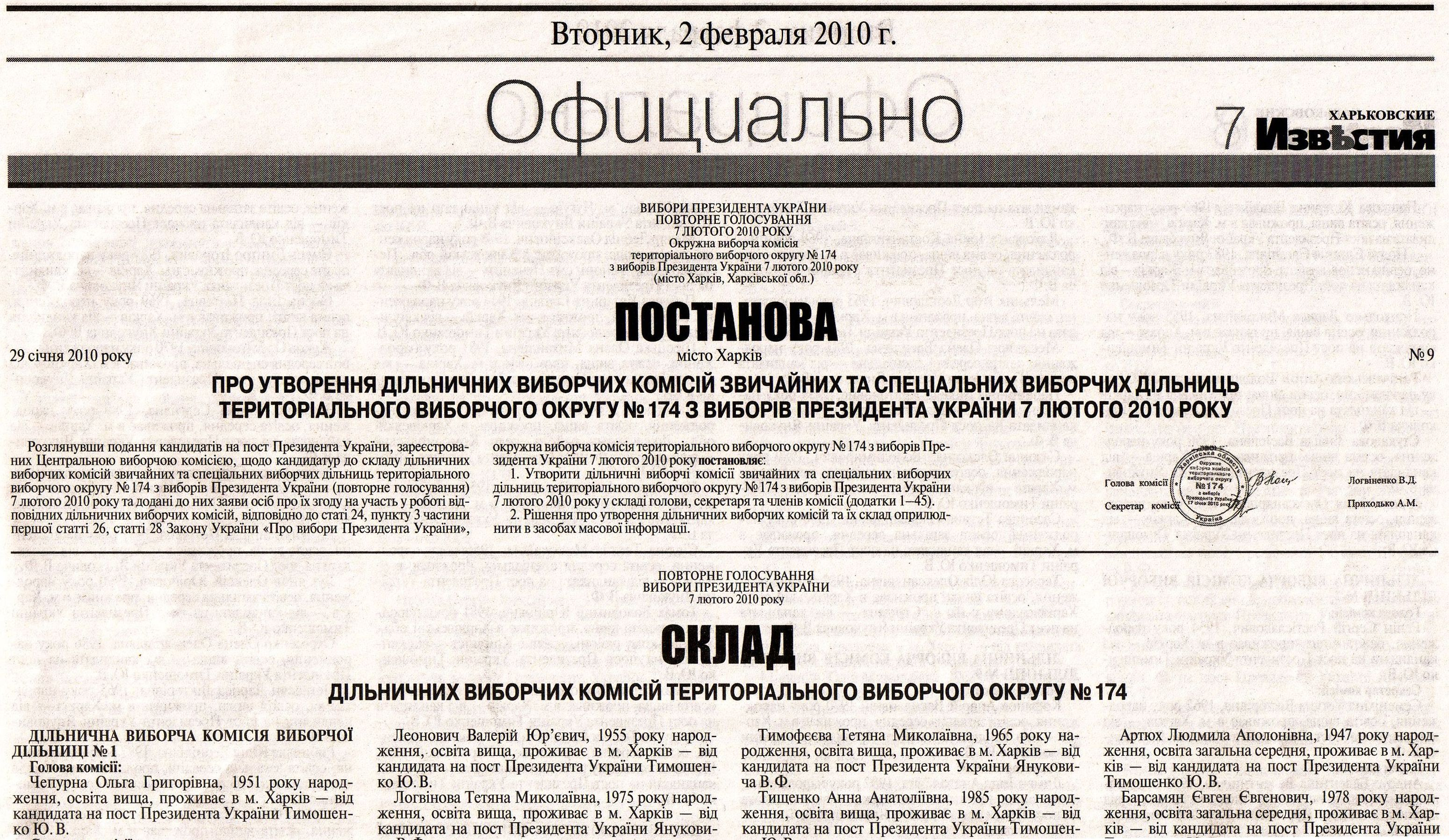
Утверждение избирательных комиссий на 2 тур. Харьков

Карта активности избирателей по регионам по данным на 20.00 UTC+2

Карта распределения голосов избирателей во втором туре по кандидату Виктор Янукович.

Карта распределения голосов избирателей во втором туре по кандидату Юлия Тимошенко.

Центральная избирательная комиссия Украины утвердила проведение второго тура президентских выборов в воскресенье, 7 февраля 2010 года. В нём сразились Виктор Янукович и Юлия Тимошенко — кандидаты, набравшие в первом туре наилучший результат.

### Попытка захвата полиграфкомбината «Украина»
17 января 2010 года в Кабинете министров Украины (действующий премьер-министр — кандидат в президенты Украины Юлия Тимошенко) состоялось совещание по поводу получения правительством контроля над государственным предприятием «Полиграфкомбинат „Украина“», печатающем бланки для голосования на президентских выборах, и полной смене его руководства. 17 января Министерство финансов издало приказ об изменении устава полиграфкомбината с переводом его под управление Кабмина.
В 5.30 утра 21 января 2010 года, разбив двери, витрину и напав на охрану предприятия с использованием спецсредств (слезоточивого газа, дубинок), на полиграфкомбинат проникли сотрудники охранного подразделения «Щит» под руководством представителя Кабмина Владимира Рудика. Комбинат защищали охрана комбината, народные депутаты от «Партии регионов», в том числе Николай Азаров, и их охрана (последние — кабинет директора). Было созвано экстренное заседание Совета нацбезопасности и обороны Украины, проведённое президентом Виктором Ющенко. По словам президента, правительство за несколько дней до этого изменило устав комбината и назначило на предприятие нового директора, но новый руководитель не имеет права управлять комбинатом в период, когда печатаются бюллетени для выборов. «В знак протеста пять депутатов „Партии регионов“ захватили кабинет директора», — сказал Ющенко. При этом президент подверг критике как решение правительства, так и «способ протеста, который выбрали депутаты». Полиграфкомбинат был взят под охрану внутренними войсками и СБУ, подчиняющимися президенту.
Генеральная прокуратура Украины возбудила уголовное дело по факту захвата здания полиграфкомбината по статьям 341 УКУ (захват административных зданий) и 365 (превышение служебных полномочий).
26 января была созвана внеочередная сессия Верховной рады по вопросу отставки министра внутренних дел Украины Юрия Луценко, поскольку силовое обеспечение рейдерского захвата комбината, по словам депутатов, проводили сотрудники милиции Шевченковского РОВД и спецподразделения «Тигр» МВД Украины. В результате Луценко 28 января был освобождён ВР от должности министра внутренних дел с формулировкой «за систематическое нарушение действующего законодательства о выборах, неоднократные попытки вмешаться в ход избирательного процесса». Через час, тем не менее, Юлия Тимошенко восстановила его в должности как «исполняющего обязанности министра».

### Телефонная «агитация»
Любая агитация в течение суток перед выборами была запрещена законом. 6 февраля, за несколько часов перед наступлением дня второго тура выборов в автоматическом режиме на 6 702 городских телефонных номера города Харькова (67,14 % избирателей которого проголосовали за Януковича), а также большое количество номеров в Луганске (более 70 % — за Януковича) и в других городах были совершены телефонные звонки якобы с избирательных участков. Избирателям по телефону рекомендовали «правильно голосовать за Виктора Януковича»: напротив его имени в избирательном бюллетене нужно было поставить «крестик», а Юлию Тимошенко «вычеркнуть», поскольку именно такая форма голосования принята «последним постановлением ЦИКа».
На самом деле бюллетени, заполненные подобным образом, признавались бы избирательными комиссиями недействительными.

### Наблюдатели
3 февраля 2010 года стало известно, что Грузия не отправит на второй тур выборов президента Украины ни одного наблюдателя.

### Экзит-поллы
Экзит-полл «Национальный экзит-полл-2010»: Виктор Янукович — 49,9 %, Юлия Тимошенко — 45,8 %, против всех — 4,6 %.
Экзит-полл «Савик Шустер Студия»: Виктор Янукович — 48,7 %, Юлия Тимошенко — 45,6 %, против всех — 5,7 %.
Экзит-полл GFK NOP по заказу ICTV: Виктор Янукович — 47,3 %, Юлия Тимошенко — 46,9 %, против всех — 5,0 %.
Экзит-полл SOCIS по заказу «Интера»: Виктор Янукович — 52,6 %, Юлия Тимошенко — 41,5 %, против всех — 5,9 %.
Экзит-полл ФОМ-Украина и Ukrainian sociology service по заказу Интера: Виктор Янукович — 49,8 %, Юлия Тимошенко — 44,6 %, против всех — 5,6 %.
Экзит-полл Research & Branding Group: Виктор Янукович — 47,26 %, Юлия Тимошенко — 44,2 %, против всех — 5,53 %.

### Результаты подсчёта голосов[48]
10 февраля 2010 года было обработано 25 493 529 (100 %) протоколов. Активность избирателей составила 69,15 %. По результатам подсчёта голосов были оглашены результаты, согласно которым победу одержал Виктор Янукович.
| Место | Кандидат             | Выдвижение      | Голосов    | %     |
| ----- | -------------------- | --------------- | ---------- | ----- |
| 1     | Виктор Янукович      | Партия регионов | 12 481 266 | 48,95 |
| 2     | Юлия Тимошенко       | Батькивщина     | 11 593 357 | 45,47 |
|       | против всех          |                 |            | 4,36  |
|       | недейств. бюллетеней |                 |            | 1,19  |
|       | Всего                |                 | 25 493 529 | 100   |

### Поздравления
9 февраля 2010 года Виктора Януковича поздравил по телефону с «успехом, достигнутым на выборах президента» российский президент Дмитрий Медведев, в этот же день его поздравил телеграммой и Патриарх Московский и Всея Руси Кирилл.
10 февраля поздравили Президент Эстонии Тоомас Хендрик Ильвес и президент Латвии Валдис Затлерс.
11 февраля 2010 года — президенты Франции и Германии Николя Саркози и Хорст Кёлер, президент Польши Лех Качиньский, президент США Барак Обама, президент Европейской комиссии Жозе Мануэль Баррозу и президент Грузии Михаил Саакашвили поздравили Януковича с избранием на должность президента.
В течение следующих нескольких дней Януковича поздравили главы НАТО и десятков стран мира.

### Официальные итоги второго тура
По итогам повторного голосования избранным президентом Украины стал кандидат Виктор Фёдорович Янукович, получивший большее количество голосов, чем кандидат Юлия Владимировна Тимошенко.
16 февраля Юлия Тимошенко подала исковое заявление в Высший административный суд Украины об обжаловании результатов президентских выборов. Тимошенко полагала, что суд должен сравнить списки избирателей во время голосования со списками государственного реестра избирателей, что в конечном итоге затянуло бы процесс на несколько месяцев.
20 февраля Высший административный суд Украины по ходатайству самой Юлии Тимошенко оставил без рассмотрения её иск об отмене результатов президентских выборов. Постановление Высшего административного суда не подлежало обжалованию в апелляционном и кассационном порядке. Сама Тимошенко объяснила, что отозвала иск в связи с отказом суда рассмотреть доказательства фальсификаций на выборах и допросить свидетелей, добавив: «стало ясно, что это не суд, и что это не правосудие» и «Янукович не был избран легитимным президентом».